# Армейская авиация Украины
Армейская авиация (укр. Армійська авіація) — род войск в составе Сухопутных войск Вооружённых сил Украины, предназначенный для выполнения задач авиационной поддержки в различных условиях общевойскового боя.
Армейская авиация является наиболее манёвренным родом Сухопутных войск, предназначенным для выполнения заданий в разнообразных условиях общевойскового боя.
Части и подразделения армейской авиации ведут разведку, уничтожают боевую технику и живую силу противника, осуществляют огневую поддержку во время наступления или контратаки, высаживают тактические десанты, доставляют в указанные районы боевую технику и личный состав, выполняют другие важные задачи. Военнослужащие армейской авиации регулярно участвуют в лётно-тактических учениях.

## Структура
| Состав частей армейской авиации | Состав частей армейской авиации                                    | Состав частей армейской авиации | Состав частей армейской авиации  | Состав частей армейской авиации |
| Эмблема                         | Название формирования                                              | Номер в/ч                       | Принадлежность                   | Место дислокации                |
| ------------------------------- | ------------------------------------------------------------------ | ------------------------------- | -------------------------------- | ------------------------------- |
|                                 | 11-я отдельная бригада армейской авиации                           | А1604                           | с. Чернобаевка, Херсонской обл.  | Командование сухопутных войск   |
|                                 | 12-я отдельная бригада армейской авиации                           | А3913                           | г. Новый Калинов, Львовской обл. | Командование сухопутных войск   |
|                                 | 16-я отдельная бригада армейской авиации                           | А2595                           | г. Броды, Львовской обл.         | Командование сухопутных войск   |
|                                 | 18-я отдельная бригада армейской авиации                           | А3384                           | г. Полтава                       | Командование сухопутных войск   |
|                                 | 8-й командный пункт армейской авиации                              | А1710                           | г. Чернигов                      |                                 |
|                                 | 57-я авиационная база (регламента, ремонта, хранения и утилизации) | А3595                           | г. Броды, Львовской обл.         |                                 |

### Расформированные части
| Состав частей армейской авиации                                       | Состав частей армейской авиации | Состав частей армейской авиации               | Состав частей армейской авиации |
| Название формирования                                                 | Номер в/ч                       | Место дислокации                              | Год расформирования             |
| --------------------------------------------------------------------- | ------------------------------- | --------------------------------------------- | ------------------------------- |
| 1-я бригада армейской авиации бывший 513-й отдельный вертолётный полк | А2128                           | с. Романовка, Житомирской обл.                | 2004                            |
| 4-я бригада армейской авиации бывший 488-й отдельный вертолётный полк |                                 | пгт Вапнярка, Винницкой обл.                  |                                 |
| 5-я бригада армейской авиации бывший 442-й отдельный вертолётный полк | А3086                           | село Жовтневое (ныне Сусваль), Волынской обл. | 1998                            |
| 287-й отдельный боевой вертолётный полк                               | в/ч 14091                       | пгт Рауховка, Одесской обл.                   | 1998                            |
| 441-й отдельный боевой вертолётный полк                               | А4602                           | г. Коростень, Житомирской обл.                | 1993/94                         |

## Задачи
Основными задачами являются:
- осуществление огневой поддержки во время наступления или контратаки;
- нанесение ударов по войскам противника;
- уничтожение (локализация) его воздушных и аэромобильных десантов, рейдовых, передовых и других отрядов;
- высадка и поддержка из воздуха своих воздушных и аэромобильных десантов;
- ведение борьбы с вертолётами противника;
- уничтожение элементов оружия массового поражения и высокоточного оружия танков и другой бронированной техники, пунктов управления, узлов связи и элементов инфраструктуры противника.